# Armas Otto Väisänen
Armas Otto Aapo Väisänen (1890. április 9. – 1969. július 18.)  kiemelkedő finn etnográfus és népzene-kutató és etnomuzikológus volt. Bán Aladár, Bartók Béla (zeneszerző) és Kodály Zoltán kortársaként hasonlóan fontos szerepet játszott a korai finn-ugor gyűjtemények és a népzenegyűjtés területén a balti finn rokon népek esetében.
Väisänen Savonrantában született. A huszadik század elején felvételeken és fényképeken dokumentálta a hagyományos finn és finnugor zenét és zenészeket. A finn Finnugor Társaság ösztöndíjával Väisänen 1914-ben Oroszországba utazott, hogy finnugor népdalokat gyűjtsön. Terepgyakorlatokat tett Mordvinföldre, Ingriába, Vepszeföldre és az orosz Karéliába. Tevékenysége egyben új szakaszt is jelentett a dél- észtországi szetu népdalgyűjtés történetében. Az 1912-es első útja után 1912 és 1923 között hat tanulmányutat tett Észtországba.
Väisänen doktori értkezését 1939-ben mutatták be az obi-ugor népzenéről német nyelven.
1926 és 1957 között Väisänen a finnországi Helsinki Sibelius Akadémia népzenei tanszékének vezetője volt. 1956 és 1959 között a Helsinki Egyetem zenetudományi professzora volt. Helsinkiben hunyt el, 79 éves korában.